# Xenopeltis intermedius
Xenopeltis intermedius  — вид неотруйних змій родини променистих змій (Xenopeltidae). Описаний у 2022 році.

## Назва
Видовий епітет intermedius, що означає «посередині», відноситься до цього виду, демонструючи ряд морфологічних характеристик, які є проміжними між Xenopeltis unicolor і Xenopeltis hainanensis.

## Поширення
Ендемік В'єтнаму. Поширений у лісах Центрального нагір'я в окрузі Кон Плонг провінції Контум.

## Опис
Відрізняється від X. unicolor і X. hainanensis кількістю черевних і підхвостових лусочок. Череп менше витягнутий, ніж у X. unicolor, і дещо більше витягнутий, ніж у X. hainanensis. X. intermedius демонструє відмінності у розмірах, пропорціях форми та рельєфі тім’яної кістки та кількості зубів.